# جويس روبنسون
جويس روبنسون (بالإنجليزية: Joyce Robinson)‏ هي أمينة مكتبة جامايكية، ولدت في 2 يوليو 1925، وتوفيت في 12 مايو 2013.